# 멘츄노랑박쥐
멘츄노랑박쥐(Rhogeessa menchuae)는 애기박쥐과에 속하는 박쥐의 일종이다. 중앙아메리카에 널리 분포한다.

## 학명
일반명과 종소명은 1992년 노벨평화상을 수상한 과테말라의 인권, 평화 운동가 리고베르타 멘추(Rigoberta Menchú Tum)의 이름을 따서 지었다.

## 특징
작은 박쥐로 꼬리 길이 29~32mm를 포함하여 전체 몸길이는 69~76mm이고, 발 길이는 5~7mm이다. 귀 길이는 10~12mm이다. 털은 짧다. 등 쪽 털은 갈색빛의 노랑이고, 털 끝은 짙은 갈색인 반면에 배 쪽은 연한 갈색부터 짙은 갈색까지 다양하다. 주둥이는 옆에 2개의 분비샘 덩어리가 있기 때문에 넓다. 귀는 비교적 짧고 짙은 색을 띠며, 삼각형 모양이고 귀 끝이 둥글다. 수컷은 귀 앞의 등 쪽 바닥에 분비샘 덩어리가 있다. 이주는 길고 얇다. 날개는 발가락 바박 뒷쪽에 붙어있다. 긴 꼬리의 끝은 넓은 꼬리비막 넘어서까지 약간 연장되고, 꼬리 비막은 등 쪽 표면에 약간의 털이 있다. 며느리밭톱이 고르게 잘 발달해 있다. 핵형은 2n=34이다.

## 생태
먹이는 곤충이다.

## 분포 및 서식지
과테말라와 온두라스의 대서양 해안가를 따라 알려져 있으며, 열대우림에서 서식한다.